# Aerosvit Airlines
Aerosvit Airlines (ukrainska: Авіакомпанія АероСвіт-Українські авіаланії, Aviakompaniya AeroSvit-Ukrayinki avialinii; ryska: Авиакомпания АэроСвит-Украинские авиалинии, Aviakompaniya AyeroSvit-Ukrainskie avialinii) var ett flygbolag baserat i Kiev, Ukraina. Flygbolaget skötte tidigare reguljära flygningar från Ukraina till 25 destinationer i Ryssland, Sverige, Polen, Serbien, Israel, Turkiet, Bulgarien, Egypten, Grekland, Cypern, Ungern, Kanada och USA samt andra länder. Bolaget hade också några internationella charterflygningar och ett inrikesnätverk. Sedan en rekonstruktion av företaget inletts, har dock företagets verksamhet skurits ned kraftigt. Huvudbasen låg på Boryspils internationella flygplats i Kiev. Bolaget gick i konkurs i februari 2013.

## Historia
Flygbolaget grundades 25 mars 1994 och gjorde sina första flygningar i april samma år från Kiev till Tel Aviv, Odessa, Thessaloniki, Aten och Larnaca i samarbete med Air Ukraine. I oktober 1994 leasade företaget en Boeing 737-200 då flygnätet utvidgades med linjer till Moskva. 
Aerosvit Airlines ägdes av GenAvialnvest LTD., (25%), Ukrinfoconsalting LTD. (9,8%), Buro LTD. (4,8%), Gilward Investments (Nederländerna) (38%) och staten Ukraina (22,4%).

## Haverier och incidenter
- December 1997, Aerosvit Flight 241, Jakovlev Jak-42, havererar nära Thessaloniki, 70 personer omkommer.

## Ekonomi
Den 27 december 2012 blev en flygning från Arlanda till Kiev-Boryspil fem timmar försenad på grund av att flygbolaget inte kunde betala flygplatsavgifterna. Flygbolaget hade tidigare under december 2012 haft liknande problem med obetalda flygplatsavgifter till Sjeremetievo flygplats i Moskva.
Den 29 december 2012 meddelades att Kievs regionala affärsdomstol inlett konkursförfarande mot Aerosvit. Flygbolaget meddelade dock att detta inte skulle leda till en konkurs utan till en rekonstruktion, och att den löpande verksamheten skulle fortsätta.  Bolaget gick i konkurs i februari 2013.

## Flotta
Flottan bestod av följande plan, i april 2007:
- 1 Boeing 737-200
- 2 Boeing 737-300
- 6 Boeing 737-400
- 2 Boeing 737-500
- 3 Boeing 767-300ER

## Destinationer
(Före de kraftiga neddragningarna i januari 2013.)
- Afrika: Kairo
- Asien: Baku, Bangkok, Beijing, New Delhi, Dubai, Shanghai, Tel Aviv, Colombo
- Nordamerika: New York, Toronto
- Ukraina: Charkiv, Dnipropetrovsk, Donetsk, Ivano-Frankivsk, Kiev, Luhansk, Lviv, Odessa, Zaporizjzja, Simferopol, Tjernivtsi
- Övriga Europa: Aten, Belgrad, Birmingham, Budapest, Hamburg, Istanbul, Larnaca, Moskva, Neapel, Prag, Sofia, Sankt Petersburg, Stockholm, Warszawa